# Eije Mossberg

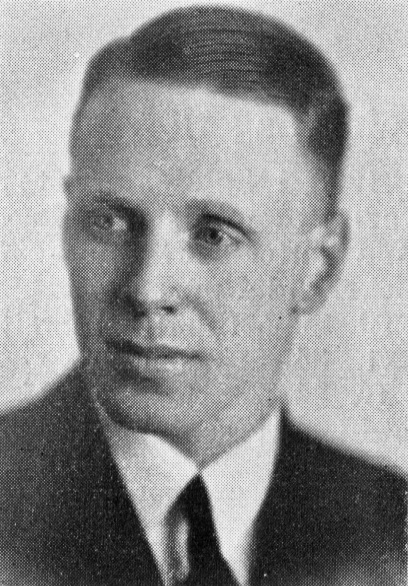
Eije Mossberg

Hugo Karl Eije Mossberg (* 21. Januar 1908 in Vaxholm, Stockholms län; † 28. Juli 1997 in Locarno, Kanton Tessin, Schweiz) war ein schwedischer Politiker der Schwedischen Sozialdemokratischen Arbeiterpartei SAP (Sveriges socialdemokratiska arbetareparti) und Wirtschaftsmanager, der unter anderem in der Regierung Erlander I von 1947 bis 1951 Innenminister (Statsråd och Inrikesminister) sowie zwischen 1951 und 1957 Landeshauptmann (Landshövding) der Provinz Kopparbergs län war. Nach Beendigung seiner politischen Tätigkeiten übernahm er zahlreiche Funktionen in der Wirtschaft und war unter anderem zwischen 1957 und 1960 zunächst Direktor sowie daraufhin von 1960 bis 1972 Geschäftsführender Direktor und Vorstandsmitglied des Forst- und Holzverarbeitungskonzerns Svenska Cellulosa Aktiebolaget (SAC).

## Leben

### Regierungsbeamter, stellvertretender Sozialminister und Innenminister
Hugo Karl Eije Mossberg, Sohn von Hugo Mossberg und Ester Bergqvist, begann nach dem Abitur (Studentexamen) ein Studium der Rechtswissenschaften an der Universität Uppsala, welches er 1931 als Juris kandidat beendete. Er wurde 1935 Fiskal beim Svea hovrätt, dem Appellationsgericht von Stockholm, und war zwischen 1940 und 1941 Sekretär der Staatlichen Evakuierungskommission sowie im Anschluss von 1941 bis 1942 erst Kanzleichef und nach dem Erwerb des Titels Assessor zwischen 1943 und 1944 Leiter einer Abteilung der Staatlichen Arbeitsmarktkommission. Er war zudem 1943 Mitglied der Untersuchungskommission für Zivilverteidigung. In der Regierung Hansson III fungierte er zwischen 1944 und 1945 als Staatssekretär im Sozialministerium (Statssekreterare i Socialdepartementet) und war zugleich Mitglied der Staatlichen Ausländerkommission. In der Regierung Hansson IV wurde er am 31. Juli 1945 Stellvertretender Sozialminister (Konsultativt statsråd och biträdande Socialminister) und bekleidete dieses Amt zwischen dem 11. Oktober 1946 und dem 30. Juni 1947 dieses Amt auch in der Regierung Erlander I, wobei er  zuständig für Arbeitsmarkt, Polizei und Zivilschutz war. 1946 wurde er außerdem Mitglied der Königlichen Akademie der Militärwissenschaften KKrVA (Kungliga Krigsvetenskapsakademien).
Im Zuge einer Umbildung der ersten Regierung Erlander übernahm Mossberg am 1. Juli 1947	das neu geschaffene Amt als Innenminister (Statsråd och Inrikesminister) und hatte dieses Ministeramt bis zum Ende der Amtszeit der ersten Regierung Erlander am 1. Oktober 1951 inne.

### Landshövding von Kopparbergs län und Wirtschaftsmanager
Nach seinem Ausscheiden aus der Regierung löste er 1951 Gustaf Andersson als Landeshauptmann (Landshövding) der Provinz Kopparbergs län ab und bekleidete dieses Amt bis 1957, woraufhin Gösta Elfving seine Nachfolge antrat. Während dieser Zeit war er an zahlreichen staatlichen Untersuchungen (Statlig utredning) beteiligt wie zum Beispiel zwischen 1951 und 1953 als Vorsitzender der Untersuchungskommission für psychologische Verteidigung, von 1954 bis 1956 einer Untersuchungskommission für eine Arbeitszeitverkürzung und zwischen 1953 und 1957 als Fachmann eine Untersuchungskommission zur Verbesserung der Verkehrssicherheit. Des Weiteren war er zwischen 1951 und 1957 Vorsitzender der Brandschutzvereinigung (Svenska Brandskyddsföreningen) und zugleich Vorsitzender des Feuerwehrverbandes (Svenska brandkårernas riksförbund). Er war außerdem von 1952 bis 1957 Vorsitzender des Krankenhausverbandes (Svenska sjukhusföreningen) und zwischen 1953 und 1961 Vorsitzender des Svenska Hemslöjdsföreningarnas riksförbund (SHR), eine 1912 gegründete gemeinnützige nationale Organisation für Kunsthandwerk mit 24 regionalen Handwerksverbänden und drei nationalen Verbänden.
Nach Beendigung seiner Tätigkeit als Landshövding übernahm Eije Mossberg zahlreiche Aufgaben in der Wirtschaft. Er war zwischen 1957 und 1960 zunächst Direktor und daraufhin von 1960 bis 1972 Geschäftsführender Direktor und Vorstandsmitglied des Forst- und Holzverarbeitungskonzerns Svenska Cellulosa Aktiebolaget (SAC) in Sundsvall. Er engagierte sich außerdem von 1960 bis 1972 als Vorstandsvorsitzender des Kraftwerkes Bålforsen, zwischen 1960 und 1967 als Vorsitzender des Sägewerkverbandes sowie zwischen 1962 und 1968 als Vorsitzender der Allgemeinen Außenhandelsvereinigung (Sveriges Allmänna Exportförening), deren Vorstandsmitglied er 1961 und Ehrenmitglied er 1968 wurde. Er war zwischen 1960 und 1972 Vorstandsmitglied des Papierindustrieverbandes, dessen Vorsitzender er von 1967 bis 1972 war, sowie von 1960 bis 1972 Vorstandsmitglied der Zellulose- und Papiermühlenvereinigung und wurde 1961 Mitglied der Königlich Schwedischen Akademie für Forst- und Landwirtschaft KSLA (Kungliga Skogs- och Lantbruksakademien). Daneben war er von 1964 bis 1972 Vorstandsmitglied der Beteiligungsgesellschaft Industrivärden AB und zeitgleich des Kreditinstituts Svenska Handelsbanken (SHB) sowie zwischen 1964 und 1968 Mitglied des Wirtschaftsplanungsrates. 1965 wurde er Mitglied der Königlich Schwedischen Akademie der Ingenieurwissenschaften IVA (Kungliga Ingenjörsvetenskapsakademien) und gehörte von 1965 bis 1969 dem Vorstand der Svenska Metallverken an. Darüber hinaus war er zwischen 1967 und 1972 stellvertretender Vorsitzender der Arbeitgebervereinigung SAF (Svenska Arbetsgivareföreningen) und zugleich Vorstandsmitglied der neu gegründeten Sveriges investeringsbank. Zuletzt war er von 1969 bis 1972 Vorsitzender der Handelskammer von Västernorrlands län und Jämtlands län sowie zwischen 1969 und 1975 Vorstandsmitglied von Gränges AB, ein 1896 von Ernest Cassel gegründetes Industrieunternehmen, das Aluminiumprodukte vor allem für Wärmetauscher herstellt. Außerdem war er von 1969 bis 1972 britischer Vizekonsul in Sundsvall.
Eije Mossberg heiratete 1936 Sigrid Ahlzén (* 1910, †), Tochter des Disponenenten Carl Ahlzén und Lydia Olsson.